# ツール・ド・フランス1926
ツール・ド・フランス1926は、ツール・ド・フランスとしては20回目の大会。1926年6月20日から7月18日まで、全17ステージ、全行程5745kmで行われた。

## 総合成績
| 順位 | 選手名                     | 国籍           | 時間            |
| ---- | -------------------------- | -------------- | --------------- |
| 1    | ルシアン・ビュイス         | ベルギー       | 238時間44分25秒 |
| 2    | ニコラ・フランツ           | ルクセンブルク | +1時間22分25秒  |
| 3    | バルトロメオ・アイモ       | イタリア       | +1時間22分51秒  |
| 4    | テオフィル・ベークマン     | ベルギー       | +1時間43分54秒  |
| 5    | フェリックス・スリエ       | ベルギー       | +1時間49分13秒  |
| 6    | アルベール・デヨンヘ       | ベルギー       | +1時間56分15秒  |
| 7    | レオン・パルマンティエール | ベルギー       | +2時間09分20秒  |
| 8    | ジョルジュ・キュヴェリエ   | フランス       | +2時間28分32秒  |
| 9    | ジュール・ビュイス         | ベルギー       | +2時間37分03秒  |
| 10   | マルセル・ビド             | フランス       | +2時間53分54秒  |
|      | 川室競                     | 日本           | 第1ステージ棄権 |

### マイヨ・ジョーヌ保持者
| 選手名                         | 国籍     | 首位区間  |
| ------------------------------ | -------- | --------- |
| ジュール・ビュイス             | ベルギー | 第1-第2   |
| グスタフ・ファンスレムブルック | ベルギー | 第3-第9   |
| ルシアン・ビュイス             | ベルギー | 第10-最終 |